# Мідиця крихітна
Мідиця крихітна або мідиця євразійська (лат. Sorex minutissimus, яп. 禿尖鼠, チビトガリネズミ) — вид роду мідиця. Найменший ссавець у світі після сункуса етруського. Довжина тіла — 4,5—5 см. Вага — 2 г. Поширена в Північній Європі, північному Сибіру, Сахаліні та Хоккайдо.

## Підвиди
- Мідиця токійська (Sorex minutissimus hawkeri)